# Regierung von Mittelfranken

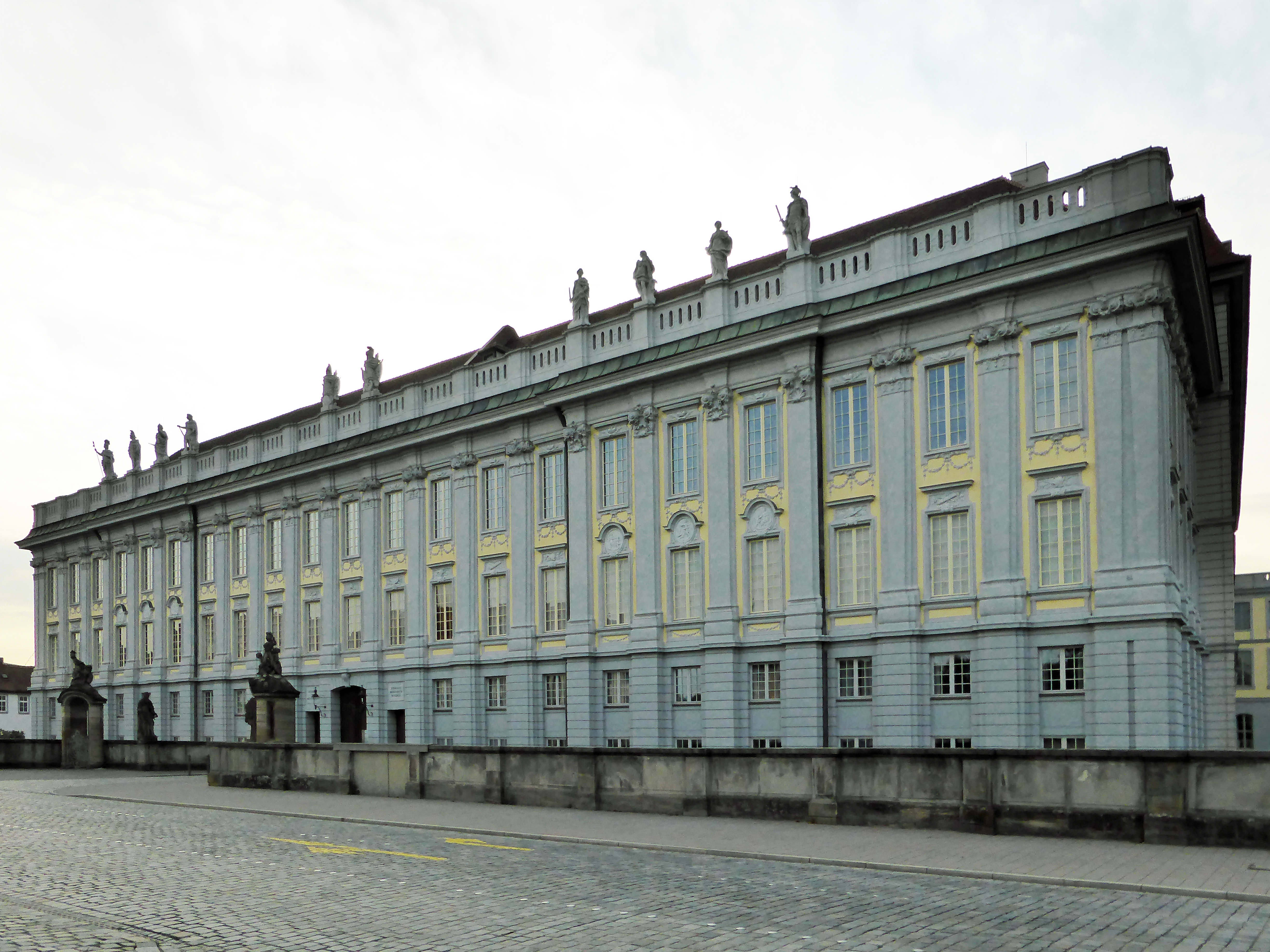
Residenz Ansbach, Sitz der Regierung von Mittelfranken

Die Regierung von Mittelfranken ist eine staatliche Mittelbehörde für den Regierungsbezirk Mittelfranken mit Sitz in Ansbach. Sie ist eine von sieben Mittelbehörden im Freistaat Bayern.

## Organisation, Aufgaben und Tätigkeiten

### Organisation
Die Regierung von Mittelfranken gliedert sich in folgende Bereiche:
- Präsidium
- Bereich 1 (Sicherheit, Kommunales und Soziales)
- Bereich 2 (Wirtschaft, Landesentwicklung und Verkehr)
- Bereich 3 (Planung und Bau)
- Bereich 4 (Schulen)
- Bereich 5 (Umwelt, Gesundheit und Verbraucherschutz)
- Bereich 6 (Ernährung und Landwirtschaft)
- Gewerbeaufsichtsamt

### Aufgaben
Die Regierung ist die Mittelbehörde im dreistufigen Verwaltungsaufbau zwischen den bayerischen Staatsministerien und den Behörden der Unterstufe (z. B. Landratsämter).
Die Regierung
- bündelt und koordiniert die fachlichen Interessen der bayerischen Staatsministerien auf der Ebene des Regierungsbezirks,
- vergibt staatliche Förderung privater und öffentlicher Vorhaben,
- ist die staatliche Aufsicht über eine Vielzahl nachgeordneter Behörden und Gebietskörperschaften; sie ist auch Widerspruchsbehörde.

Sie gibt unter anderem das Mittelfränkische Amtsblatt, den Mittelfränkischen Schulanzeiger und die Entscheidungen der Vergabekammer Nordbayern heraus.

## Behördenleitung
Seit 1. Oktober 2022 ist Kerstin Engelhardt-Blum Regierungspräsidentin.

### Ehemalige Regierungspräsidenten von Mittelfranken
(bis 1837 „Generalkommissäre“)
| Amtszeit    | Regierungspräsident                                   |
| 1806–1808   | Friedrich Karl Graf von Thürnheim                     |
| 1808–1809   | Max Freiherr von Lerchenfeld                          |
| 1809        | Friedrich Karl Graf von Thürnheim                     |
| 1810–1817   | Konrad Heinrich Ernst Friedrich Freiherr von Dörnberg |
| 1817–1826   | Karl Josef Graf von Drechsel                          |
| 1826–1832   | Arnold Friedrich von Mieg                             |
| 1832–1838   | Franz Joseph Edler von Stichaner                      |
| 1838–1840   | Friedrich Karl Reichsgraf von Giech                   |
| 1840–1847   | Ferdinand Joseph Anton Freiherr von Andrian-Werburg   |
| 1847–1849   | Georg Karl Freiherr von Welden                        |
| 1849–1854   | Bernhard Benjamin Friedrich Ritter von Volz           |
| 1854–1863   | Max von Gutschneider                                  |
| 1863–1866   | Johann von Pechmann                                   |
| 1866–1879   | Gottfried Ritter von Feder                            |
| 1879–1889   | Hugo Freiherr von Herman                              |
| 1889–1897   | Julius Ritter von Zenetti                             |
| 1897–1902   | Karl Ritter von Schelling                             |
| 1902–1909   | Ludwig Freiherr von Welser                            |
| 1909–1922   | Julius Ritter von Blaul                               |
| 1922–1928   | Ludwig Huber                                          |
| 1928–1933   | Gustav Rohmer                                         |
| 1933–1934 * | Hans Georg Hofmann                                    |
| 1934–1944 * | Hans Dippold                                          |
| 1944–1945 * | Heinrich Detloff von Kalben                           |
| 1945 *      | Ernst Reichard                                        |
| 1945–1958 * | Hans Schregle                                         |
| 1958–1975   | Karl Burkhardt                                        |
| 1975–1995   | Heinrich von Mosch                                    |
| 1995–2007   | Karl Inhofer                                          |
| 2008–2022   | Thomas Bauer                                          |

Anmerkung:
  